# تيد بيشوب
تيد بيشوب هو كاتب كندي، ولد في 1949.